# ジョン・キャリア・ウィーヴァー
ジョン・キャリア・ウィーヴァー（John Carrier Weaver、1915年5月21日 - 1995年3月10日）は、アメリカ合衆国の地理学者、教授であり、複数の有力大学で運営者を務めた。

## 生い立ち
ウィーヴァーは、イリノイ州エバンストンに生まれた。父A・T・ウィーヴァー (A. T. Weaver) は、ウィスコンシン大学マディソン校の演説（パブリック・スピーキング）の教授を1918年から1961年まで務めた人物であった。ジョン・ウィーヴァーは、ウィスコンシン大学マディソン校附属高校 (University of Wisconsin High School) に学び、1936年に学士 (A.B.)、1937年に修士(A.M.)、1942年にPh.D.を、いずれも地理学専攻で、ウィスコンシン大学から取得した。ウィーヴァーは、（成績優秀者の社交団体である）Chi Phi Fraternity の会員であった。

## 軍務など
1940年から1942年まで、ウィーヴァーはアメリカ地理学協会 (AGS) のスタッフを務め、1942年から1944年まではアメリカ合衆国国務省で働き、1944年から1946年まではアメリカ海軍の北極担当情報士官としての任務に就いた。

## 高等教育界における職歴
1946年から1955年まで、ウィーヴァーはミネソタ大学で地理学を教えた。その後、1955年から1957年まで、カンザス州立大学文理学部長 (dean of the College of Arts and Science)、1957年から1961年まで、ネブラスカ大学大学院院長 (dean of the Graduate College)、1961年から1964年まで、アイオワ大学研究担当副学長 (vice president for research) 兼大学院院長、1964年から1966年まで、オハイオ州立大学学術担当副学長 (vice president for academic) を歴任した。
1966年から1970年まで、ウィーヴァーはミズーリ大学システムの学長を務めた。
1970年、ウィスコンシン大学（マディソン校）の理事会によって学長に選出され、ウィーヴァーは、1971年1月から学長に就任した。
さらに、1971年10月にウィスコンシン大学システムの創設とともに、その初代学長となった。
1977年、ウィスコンシン大学システムを退職してロサンゼルスに移って、南カリフォルニア大学に地理学の特別教授 (Distinguished Professor) となり、Annenberg Center for the Study of the American Experience の初代執行役員となった。
ウィーヴァーは、1995年にカリフォルニア州ランチョパロスベルデスで死去した。